# Solidaritätsgewerkschaft
Solidaritätsgewerkschaft (engl.: Solidarity Unionism) ist ein Modell der gewerkschaftlichen Organisierung, auch Organizing genannt, bei dem die Beschäftigten selbst eine Strategie formulieren und direkt gegen das Unternehmen vorgehen, ohne Vermittlung der Regierung oder bezahlter Gewerkschaftsvertreter. Es ist eine wichtige Säule des Anarcho-Syndikalismus.

## Hauptmerkmale
In der Praxis haben die Kampagnen der Solidaritätsgewerkschaften drei Hauptmerkmale:
1. Aktive Organizer der IWW arbeiten fast immer in dem Betrieb, den sie organisieren. Dadurch werden Strategien und Taktiken immer der Situation angepasst und die Kampferfahrungen bleiben in der Arbeiterklasse.
2. Die beteiligten Arbeiter übernehmen leitende Rollen innerhalb der betrieblichen Organisierungskampagnen und dem Ziel durch direkte Aktionen das Machtverhältnis am Arbeitsplatz zu ändern.
3. Die aktive Betriebsgruppe, auch Organizing-Komitee genannt, entscheidet über Strategie, Taktik, Aktionsformen und Eskalationsgrad. Der Lern- und Entwicklungsprozess der beteiligten Arbeiter zielt darauf ab, die Bedingungen zu schaffen, nachdem die Arbeiterklasse die Fähigkeiten hat, eine Welt nach menschlichen Bedürfnissen verwalten zu können, statt nach der Logik des Pfiffs für Unternehmer.[2][3][4]

## Entwicklung
Der Begriff geht zurück auf Arbeiten von Staughton Lynd, der aus der Rekonstruktion der Befriedung der US-amerikanischen Arbeiterbewegung auf der Suche nach historischer, alternativer Ansätze gewerkschaftlicher Organisation auf Ansätze der historischen IWW und anderer linksgewerkschaftlicher Ansätze stieß.
Die Entwicklung des Begriffes ist eng geknüpft an eine Experimentier- und Organisierungswelle zum Ende der 1990er Jahre. Begriffliche und strategische Vorläufer waren: Minority Unionism (dt.: Minderheitsgewerkschaft), Direct Unionism (dt.: Direkte-Aktionen-Gewerkschaft), Wobblying towards Communism (dt.: Richtung Kommunismus als Wobblies bewegen) und eine Diskussion um kollektive Aktionen und die Verankerung an Arbeitsplätzen, ohne sich auf die offizielle Gewerkschaftsgesetzgebung der USA zu verlassen, die hohe Hürden für die Durchsetzung einer kollektiven Vertretung schafft. Der Diskussionsprozess umfasste hitzige Debatten über den Charakter einer Gewerkschaft wie Organisierung aussieht und welche Rolle Revolutionären zukommt. darüber, was eine Gewerkschaft ist, was es bedeutet, sich zu organisieren, und welche Rolle Revolutionäre einnehmen sollten. Beispielsweise wird nach Anerkennung der IWW 2013 als Tarifpartner diskutiert, inwieweit Vertragsschließungen mit dem Arbeitgeber den Prinzipien einer Solidaritätsgewerkschaft entgegenstehen.
Eine der Auswirkungen dieser Debatte war die Überarbeitung des Bildungsprogrammes. Sowohl die eigenen Praxiserfahrungen, als auch Einflüsse anderer Gewerkschaftslinker Ansätze und Autoren flossen in das Programm ein. Es knüpft an Traditionen der Arbeiter*innenklasse in den Vereinigten Staaten zurückführenden. Dazu gehören unter anderem die Johnson-Forest-Tendenz (JFT) und Stan Weir. CLR James, Raya Dunayevskaya, Grace Lee Boggs, James Boggs und Martin Glaberman hatten zu ihrer Zeit eine einzigartige Kritik an den Gewerkschaften. Sie kritisierten das Verhältnis zwischen der Autonomie der Arbeiter und der Rolle von Gewerkschaften und reformistischer Kräfte.
Die Lektüre der Arbeitergeschichten Martin Glaberman, in denen Erfahrungen von Automobilarbeiter mit Erkenntnissen zur Gewerkschaftshierarchie sowie zur Rolle von Revolutionären verschmolzen, war entscheidend für die Entwicklung des Direct Unionism in der IWW, das wiederum zentral für den politischen Reifungsprozess des Internetblogs Recomposition (dt. Klassenneuzusammensetzung) war. Dessen Autoren Einfluss auf das Bildungsprogramm der IWW hatten. Der Nachfolgeblog ist organizing.work, herausgegeben von Marianne Garneau.